# فرانسیس نیوتن (ورزشکار)
فرانسیس نیوتن (انگلیسی: Francis Newton; ۳ ژانویهٔ ۱۸۷۴ – ۳ اوت ۱۹۴۶) گلف‌باز اهل ایالات متحده آمریکا بود.